# 沈奎林
沈奎林（1960年—），汉族，中华人民共和国政治人物、第十一届全国政协委员。
加入中国民主同盟，担任民盟天津市委副主委、天津市红桥区副区长。2008年，当选第十一届全国政协委员，代表教育界，分入第四十二组。